# Клан Мюррей

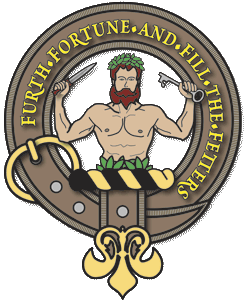
Емблема (гребінь, хрест) клану Мюррей.

Герб вождів клану Мюррей.

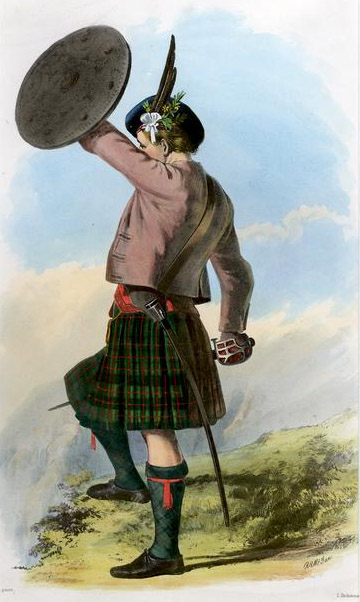
Чоловік клану Мюррей у традиційному одязі. Малюнок художника Р. Р. МакЯна. 1845 рік.

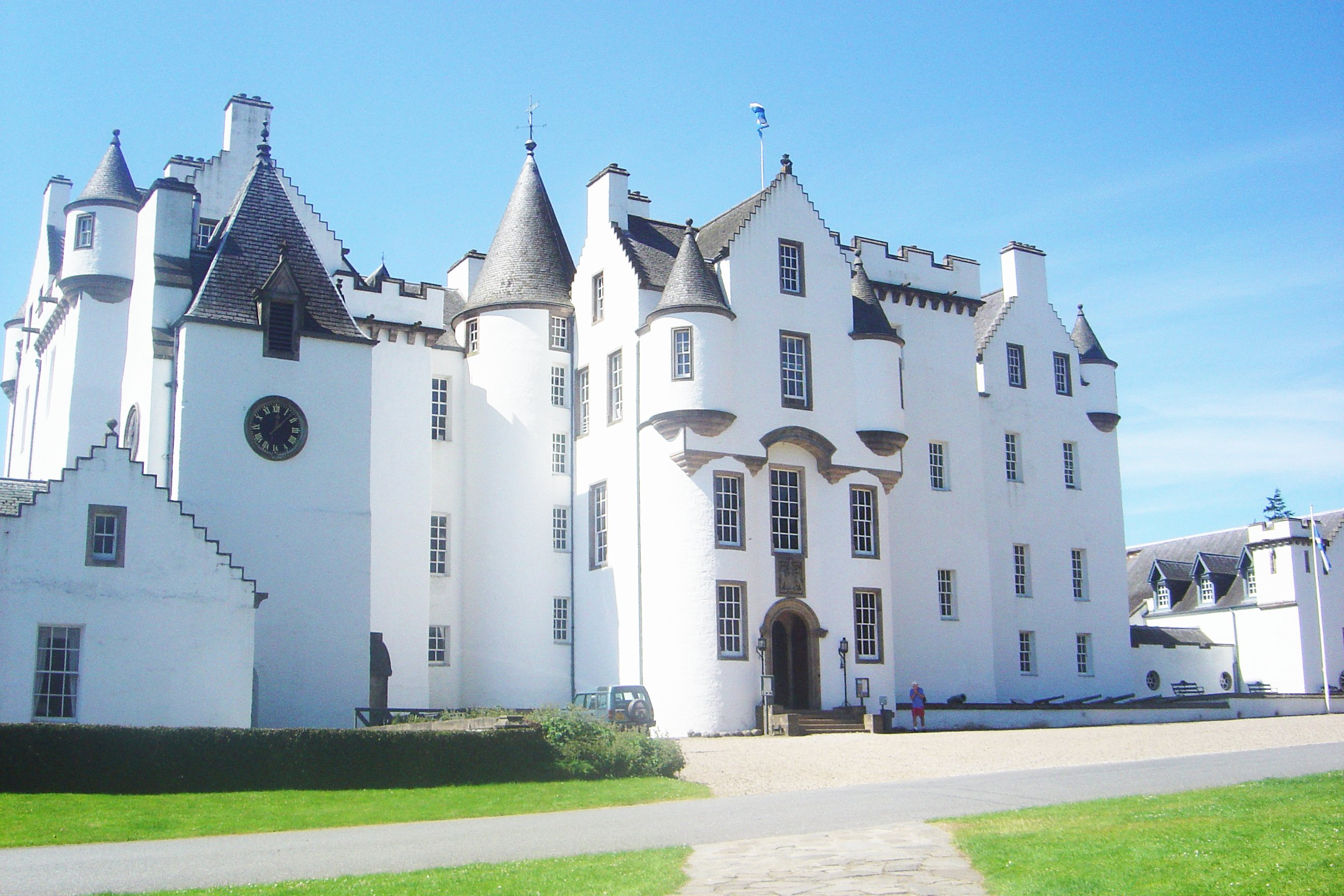
Замок Блейр — резиденція герцога Атолл, вождів клану Мюррей.

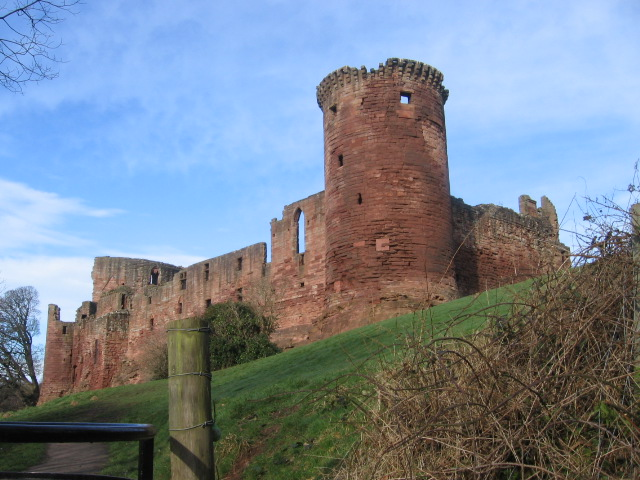
Руїни замку Ботвелл — рання резиденція вождів клану Мюррей.

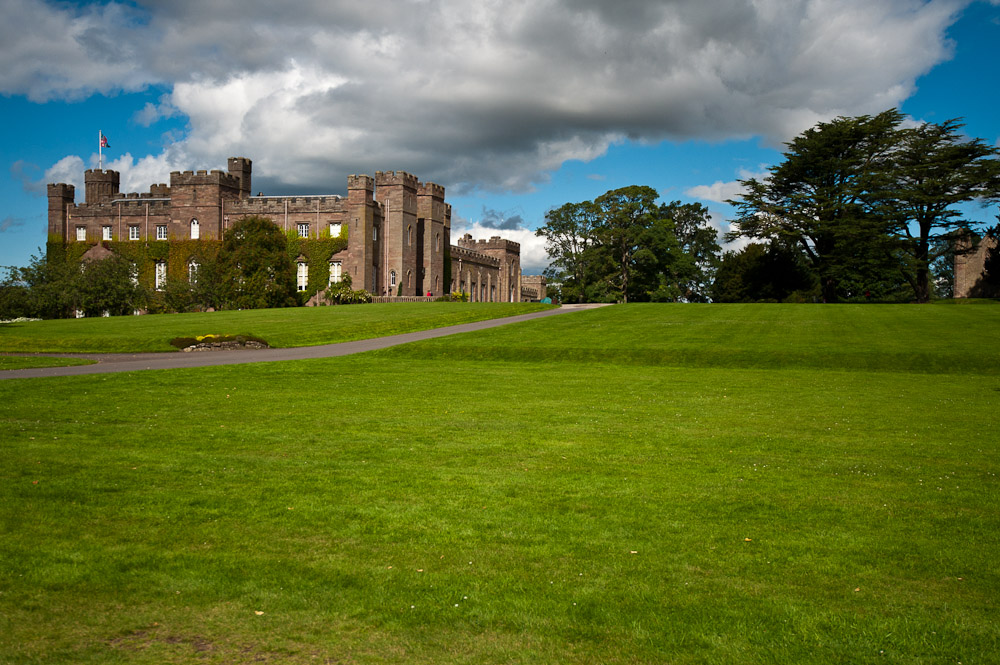
Замок Сконе — резиденція вождів клану Мюррей Сконе.

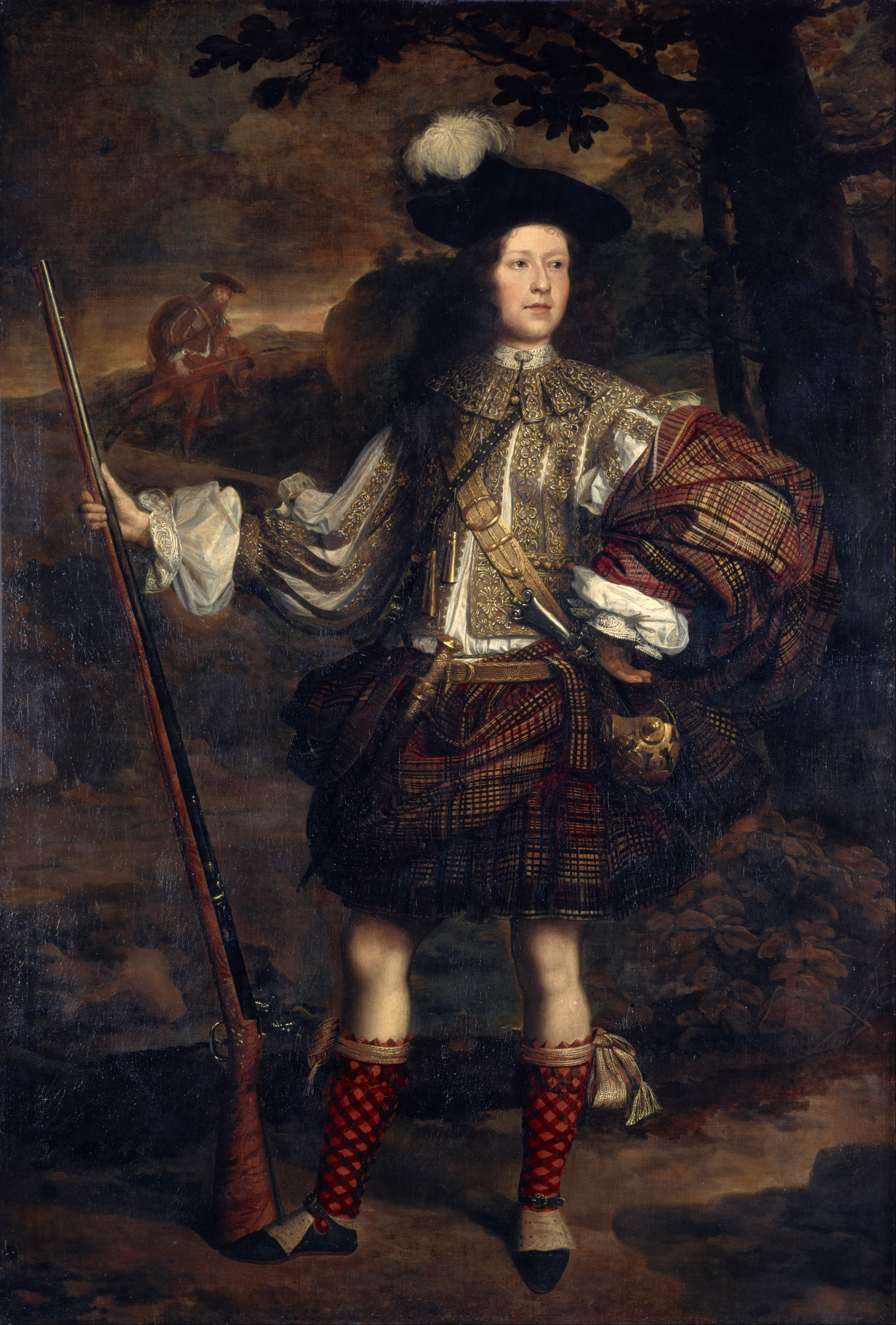
Лорд Манго Мюррей портрет 1680 року.

Клан Мюррей (шотл. — Clan Murray, гельск. — Clann Mhuirich) — клан Вуйріх — один з кланів гірської Шотландії (Гайленд).
Символи клану: гілка ялівцю, гілка рослини Rúscus aculeatus
Музика клану: «Горяни Атоллу».
Гасло клану: Furth fortune and fill the fetters — Знайти свою долю і скинути кайдани.

## Історія клану Мюррей

### Походження клану Мюррей
Клан Мюррей виник як відгалуження від клану Фрескін, що існував у ХІІ столітті. Шотландські історичні перекази стверджують, що клан Фрескін походить від піктів — давніх аборигенів Шотландії. Але історики схильні вважати, що Фрескін, що заснував клан, був з Фландрії, був фламандським лицарем, одним з тих безжальних польових командирів, які були найняти норманами для заспокоєння Британії після норманського завоювання Англії. Король Шотландії Девід І виховувався в атмосфері англійських звичаїв, прийшовши до влади, він наймав таких людей як Фрескін для утримання неспокійної країни Шотландії в покорі і спокою. І король найняв лицаря Фрескіна, подарував йому землі в західному Лотіані. У давні часи на півночі Шотландії було королівство піктів Морія або Мойрев (гельск. — Moireabh). Назва королівства дійшла до нас гельською мовою — невідомо як називали його самі пікти. Земля колишнього королівства Морія теж була подарована Фрескіну з метою покласти край піктським традиціям і піктським династіям місцевих вождів. Фрескін і його сини укладали шлюби з дочками місцевих вождів з династій Морії, щоб зміцнити свою владу (у піктів влада успадковувалась по жіночій лінії). Нащадки Фрескіна стали називати себе кланом Морії — Мойрев, що трансформувалося в назву клану Мюррей. Вожді клану Сазерленд походять від старшого онука Фрескіна — Х'ю де Морея. Вожді клану Мюррей походять від молодшого онука Фрескіна — Вільяма де Морея.
Сер Волтер Мюррей став лордом Ботвелл Клайдсдейл (шотл. — Lord Bothwell Clydesdale) завдяки шлюбу з дочкою вождя клану Оліфант. Він був регентом Шотландії у 1255 році. Він почав будівництво замку Ботвелл, що став наймогутнішею фортецею в Шотландії в той час. Замок був резиденцією вождів клану Мюррей до 1360 року. Потім цим замком заволодів клан Дуглас.

### XIV століття— війна за незалежність Шотландії.
Від час війн за незалежність Шотландії клан Мюррей з самого початку підтримав повстанців, що боролись за незалежність Шотландії проти короля Англії Едуарда І. Клан приєднався до повстання Вільяма Уоллеса. Ендрю Мюррей був вбитий після битви біля моста Стірлінг у 1297 році. Була думка, що вся війна пішла б інакше, якби Ендрю Мюррей вижив — Шотландія швидше б здобула незалежність — Ендрю Мюррей був талановитим полководцем і міг стати королем Шотланії. Його сином був Ендрю Мюррей — IV лорд Ботвелл, ІІІ регент Шотландії, що одружився з Христиною Брюс — сестрою короля Шотландії Роберта Брюса. Він брав участь у битві під Халідон Хілл у 1333 році.
Титул лордів Ботвелл перейшов до клану Дуглас у 1360 році, коли вождь клану Мюррей — V лорд Ботвелл помер від чуми. Титул спочатку перейшов до його дружини Джоан — дочки Моріса Морійського, графа Страхерну. Титул лорда Ботвелл потім перейшов до Арчібальда Гріма — лорда Галловей, її другого чоловіка.

### XV—XVI століття— війни кланів
У XV столітті почалися нескінченні конфлікти і війни клану Мюррей з сусідніми кланами. Однією з найбільш відомою клановою війною була битва під Кнокмері в 1490 році — клану Мюррей проти клану Драммонд.
Усередині клану Мюррей виникло багато гілок і септ, які почали змагатися за верховенство в клані. Так у XVI столітті септа Мюррей Туллібардін почала вважати, що саме вони є вождями всього клану Мюррей і використовувати герб вождів клану Мюррей. В цих претензіях вони опиралися на те, що вони походять від сера Молкольма — шерифа Перт у 1270 році, молодшого брата першого лорда Ботвелл. Септа Мюррей Туллібардін зміцнила свої позиції у 1586 році та в 1598 році, коли І граф Туллібардін був визнаний головним серед чисельних лайрдів Мюррей.
У 1562 році клан Мюррей підтримав Марію Стюарт, королеву Шотландії, що воювала проти Джорджа Гордона, IV графа Хантлі.
У 1594 році клан Мюррей воював на боці Арчібальда Кембелла — VII графа Аргайл, вождя клану Кемпбелл, брав участь у битві під Гленлівет проти Джорджа Гордона, І маркіза Хантлі, вождя клану Гордон.

### XVII століття— громадянська війна
На початку XVII століття спалахнула смертельна ворожнеча між кланами Мюррей Бротон та Ханней. У результаті цієї війни клан Ханней був оголошений в Шотландії поза законом.
Сер Джон Мюррей — І граф Туллібардін отримав цей титул у 1606 році. Він одружився з Дороеєю Стюарт — спадкоємицею графів Атолл. Графство Стюарт Атоллське  стало графством Мюррей в 1629 році, а в 1676 році за Джона Мюррея воно стало маркізатом.
Вождь клану Мюррей — Джеймс Мюррей — ІІ граф Туллібардін під час громадянської війни спочатку був активним прихильником короля Карла І, став одним з лідерів роялістів, підтримав Джеймса Грема , І маркіза Монтроз, захищав замок Блер у 1644 році, підняв чимало людей з свого клану боротися за короля. Брав участь у битві під Тіппермуйр у 1644 році.

### XVIII століття— повстання якобітів
У 1703 році вожді клану Мюррей крім титулу графа та маркіза Атолл отримали титул герцога Атолл і отримали звання пера.
Джон Мюррей , маркіз Туллібардін був вбитий на війні з Францією в битві під Мальплаке у 1709 році. Йшла війна за іспанську спадщину між Францією та англо-голландсько-австрійським альянсом. У 1745 році лорд Джон Мюррей Хайлендський брав участь у битві при Фонтенуа.
У 1715 році у Шотландії спалахнуло повстання якобітів. Клан Мюррей підтримав якобітів. У битві під Шеріффмуйр брав участь Вільям Мюррей — маркіз Туллібардін.
У битві під Глен Шіл (гельск. — Glen Shiel) у 1719 році люди клану Мюррей на чолі з Вільямом Марреєм билися з урядовими військами. Вільям Мюррей був поранений. Потім втік до Франції. 25 липня 1745 він висадився в Шотландії з «Молодим Самозванцем» (Карлом Едвардом Стюартом) в Бородейл, щоб підняти Шотландію на нове повстання.
Перший герцог Атолл — молодший син лорда Джорджа Маррея був одним з лідерів якобітів, був організатором другого повстання якобітів у 1745 році. Старший син лорда Джорджа, майбутній герцог, навпаки підтримав британський уряд і англо-ганноверську династію. Під час битви під Престонпанс у 1745 році два британських полки 46 та 42 якими командували люди з клану Мюррей зітнулися з шотландським полком якобітів, яким командував лорд Джордж Мюррей. Джордж Мюррей продовжував боротьбу за справу якобітів. Він брав участь у битвах під Фолкерк та під Куллоден у 1746 році. Він помер у вигнанні в Нідерландах у 1760 році.
Після битви під Куллоден 27 квітня 1746 року якобіти були розбиті. Вільям Мюррей — маркіз Туллібардін здався містеру Буханану Друммакілському. Вільям Муррей був кинутий в лондонський Тауер, де він і помер 9 липня 1746 року. Лорд Джордж Мюррей втік на континент, зустрівся в Римі зі «Старим Претендентом» — Джеймсом Френсісом Едвардом Стюартом, який надав йому пенсію. Лорд Мюррей жив у багатьох місцях Європи і помер у місті Медемблік в Голландії 11 жовтня 1760 року у віці 66 років. Джон Мюррей Бротон, що був секретарем принца Карла Едуарда Стюарта пересварився з якобітами.

## Замки клану Мюррей
- Замок Блер — нинішня резиденція вождів клану Мюррей та герцога Атолл. Замок досить сильно перебудований, але основа нинішнього замку — старовинний замок ХІІІ століття. Колись цей замок належав клану Комін, потім клану Стюарт, але в 1629 році в результаті шлюбу замок перейшов клану Мюррей. Під час шотландської громадянської війни Джеймс Грем — І маркіз Монтроз використав цей замок збираючи сили для битви під Тіппермуйр. У 1653 році замок був обложений, узятий штурмом і частково зруйнований гарматами Олівера Кромвеля. Але замок був знову захоплений графом Атолл у наступному році. Джон Грем — І віконт Данді (Бонні Данді Клаверхауз) командував гарнізоном замку, а його тіло привезли туди після того, як був убитий в битві під Кіллікранкі в 1689 році. Під час повстання якобітів у 1745 році Карл Едуард Стюарт (Бонні Прінс Чарлі) залишився в замку. Але в наступному році замок був захоплений британською армією, потім якобіти спробували замок відбити. У 1787 році замок відвідав Роберт Бернс. У замку нині є музей горян Атоллу, які мають там свій щорічний збір. Незважаючи на те, що замок Блер досі є резиденцією герцога Атолл, вождь клану Мюррей зараз живе в Південній Африці, а замок Блер відкритий для громадськості як музей.
- Замок Босуелл — в кількох милях на північний захід від Гамільтона, Південний Ланаркшир. Був власністю клану Мюррей з середини ХІІ століття і перейшов до них від клану Оліфант. Під час воєн за незалежність Шотландії замок захоплювався то англійцями, то шотландцями кілька разів. Замок був резиденцією англійського полководця Аймера де Валенсії — ІІ графа Пембрука, гарнізон замку здався шотландцям у 1314 році. Замок сильно постраждав від війни і не був повністю відновлений. Замок був перебудований Едвардом Балліолом, але у 1337 році він перейшов у власність Ендрю Маррея. У цьому замку лорд Мюррей помер від чуми у 1360 році. Замок став власністю клану Дуглас, потім графів Ангус, потім графів Босуелл, потім знову клану Дуглас та графів Форфар.
- Замок Ормонд — відомий як замок Авох, у трьох милях на північний захід від Фортрозу на Чорному Острові, раніше був у власності клану Мюррей. Колись це був потужний замок, але зараз мало що від нього залишилося. Сер Ендрю Мюррей помер в замку Ормонд у 1338 році і земель перейшли клану Дуглас.
- Замок Туллібардін — приблизно в двох милях на північ від Авхтерардера в Пертширі. Поруч каплиця, заснована сером Девідом Марреєм Туллібардінським в 1446 році і використовувалась, як місця поховання людей клану Мюррей починаючи з часів протестантської Реформації. Каплиця тепер під опікою товариства «Історична Шотландія» і відкрита для громадськості. Замок був власністю клану Мюррей з 1284 року і Ендрю Мюррей Туллібрандін використав замок під час битви під Дуплін Мур. Потім він був страчений за зраду в 1332 році.
- Замок Хантінтауер — на північний захід від Перта, добре зберігся, складається з двох веж: одна XV століття і одина XVI століття. Замок належав клану Рутвен і був відомий як замок Рутвен, але був конфіскований, ім'я Рутвен було заборонено після змови Ґоврі в 1660 році. Потім замок став власністю Вільяма Маррея, графа Дізарт, потім Маррея Туллібрандіна, потім маркізав Маррея, потім герцога Атолл. Замок був місцем народження якобіта лорда Джорджа Маррея. Замок був проданий в 1805 році клану Мерсер, але нині замок є під опікою товариства «Історична Шотландія» і відкритий для громадськості.
- Замок Балвайрд — у чотирьох милях на південь від мосту Ерн в Пертширі, добре зберігся, L-подібного плану, має вежу і будинок. Спочатку належав клану Барклай, але потім перейшов до клану Мюррей Туллібрадін у 1500 році.
- Замок Сконе — в двох милях на північ від Перта, датується 1802, але включає стару частину замку, що побудована 1580 року. Колись давно в Сконе була столиця королівства піктів — Альби, столиця королівства Морія, столиця королівства Шотландія, були резиденції королів піктів та шотландців. Після Реформації замок Сконе перейшов клану Рутвен, але після заколоту Говрі, замок перейшов у власність клану Мюррей — замок був отриманий в нагороду — сер Девід Мюррей Ґосперті врятував життя короля під час змови. Володарі замку стали віконтами Стормонт у 1602 році і графами Менсфілд у 1776 році. У 1716 році Джеймс Френсіс Едуард Стюарт прибув в замок Сконе під час повстання якобітів. Джеймс Мюррей — V віконт втік до Франції після поразки повстання.
- Замок Комлонгон — у восьми милях на південний схід від Дамфрісу, став власністю клану Мюррей Кокпул у 1331 році. Збереглась вежа і укріплений особняк.

## Вождь клану Мюррей
Нинішнім вождем клану Мюррей є Брюс Мюррей — ХІІ герцог Атолл, маркіз Туллібардін, граф Атолл, граф Туллібардін, граф Страхтей і Стахдейл, віконт Балкухіддер, віконт Гленалмонд, лорд Мюррей Туллібардін.